# Andaluz (Soria)
Andaluz ist ein kleines Dorf mit nur noch etwa 20 Einwohnern in der spanischen Provinz Soria in der Autonomen Region Kastilien und León. Der Ort gehört zur Gemeinde (municipio) Berlanga de Duero.

## Lage
Andaluz liegt etwa 500 Meter nördlich des Duero in einer Höhe von etwa 910 Metern ü. d. M. Der nächstgrößere Ort, Berlanga de Duero, ist nur etwa 8 Kilometer in südwestlicher Richtung entfernt. Bis zur Provinzhauptstadt Soria sind es etwa 45 Kilometer (Fahrtstrecke) in nordöstlicher Richtung. Sehenswert ist auch der 35 Kilometer nördlich gelegene und unter Denkmalschutz stehende Ort Calatañazor.

## Bevölkerungsentwicklung
| Jahr      | 2000 | 2010 |
| Einwohner | 34   | 24   |

In der 2. Hälfte des 19. Jahrhunderts hatte Andaluz stets um die 100 Einwohner. Infolge der Mechanisierung der Landwirtschaft und des daraus resultierenden geringeren Arbeitskräftebedarfs ist die Zahl der Einwohner seit der Mitte des 20. Jahrhunderts stark rückläufig.

## Wirtschaft
Das kleine Bergdorf war und ist in hohem Maße von der Landwirtschaft (Weizen, Sonnenblumen) geprägt. Seit der Mitte des 20. Jahrhunderts spielt der Tourismus (Wandern und Ferienwohnungen) eine wichtige Rolle als Einnahmequelle für die Gemeinde.

## Geschichte
Wie Funde zeigen, gab es bereits in keltiberischer Zeit eine Siedlung an der heutigen Stelle. Andaluz (in mittelalterlichen Urkunden auch Fandaluz, Handaluz oder Andalux genannt) wurde – der Name deutet es an – im 10. und 11. Jahrhundert von mozarabischen Siedlern aus dem Süden Spaniens wiederbesiedelt (repoblación). Die heutige romanische Kirche entstand im Jahre 1114 und ist somit eine der ältesten erhaltenen Kirchen in der Provinz Soria. Aus dem Jahr 1089 stammt das Foralrecht (fuero) des Ortes, eines der ältesten noch existierenden in ganz Spanien. Ende des 20. Jahrhunderts wurde der Ort in die flächenmäßig große Gemeinde von Berlanga de Duero eingemeindet.

## Sehenswürdigkeiten

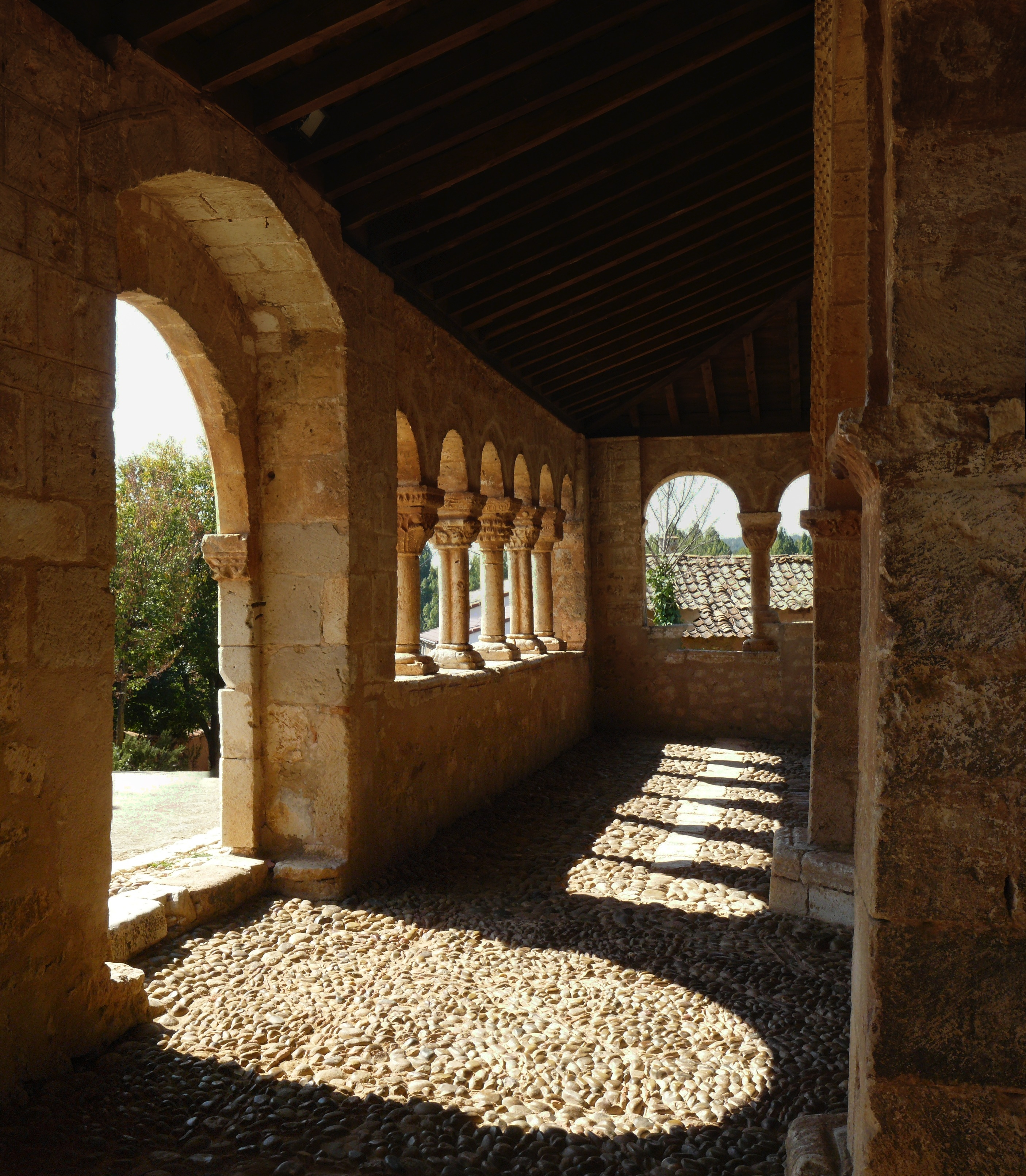
Der Fußboden im Innern des Portikus der Kirche San Miguel Arcángel ist mit Kieselsteinen ausgelegt.

- Die einschiffige Kirche San Miguel Arcángel mitsamt ihrer Südvorhalle (portico) wurde – mit Ausnahme des mächtigen Turms und einer höheren und größeren Apsis aus dem 16. Jahrhundert – bereits im Jahr 1114 fertiggestellt. Während die Kirche – mit Ausnahme der Ecksteine – aus Bruchsteinen errichtet ist, besteht die Vorhalle aus exakt behauenen Hausteinen. Das Portal des Portikus ist genau auf das des Kirchenbaus ausgerichtet; die Säulen der Vorhalle bestehen teilweise aus vier kleineren Säulchen. Die Kapitelle zeigen zumeist abstraktes oder vegetabilisches Dekor; jenes auf der Westseite zeigt eine menschliche Figur mit Lendenschurz sowie Tierdarstellungen (Esel, Pferde). Das romanische Portal mit seiner Kassettentür aus dem 16. Jahrhundert tritt deutlich aus dem Mauerwerk der Kirche hervor. Sein Gewände ist mehrfach in die Tiefe gestaffelt; die Archivolten zeigen geometrische Ornamente in Form von Klötzchenfriesen. In den Zwickeln links und rechts des Portalbogens finden sich zwei 'primitive' Darstellungen eines Greifen und eines Löwen; unterhalb des Löwen befindet sich eine nicht leicht zu lesende Inschrift, die u. a. das Gründungsdatum der Kirche (1112 oder 1114) beinhaltet. Während das Kirchenschiff Gratgewölbe mit Stichkappen zeigt, ist die Apsis rippengewölbt; ihre gerade Rückwand wird von einem überdimensioniert wirkenden Altarretabel eingenommen. Zur Ausstattung gehören zwei weitere Altäre und ein romanisches Taufbecken mit Arkaden. Ein kleines Museum in der Nordwestecke der Kirche präsentiert sechs weitere Kapitelle (darunter eines mit einem Zentauren) sowie mehrere Konsolsteine. In die Außenwand der Kirche sind mehrere Steine mit Dekorresten (Spolien) eingelassen.

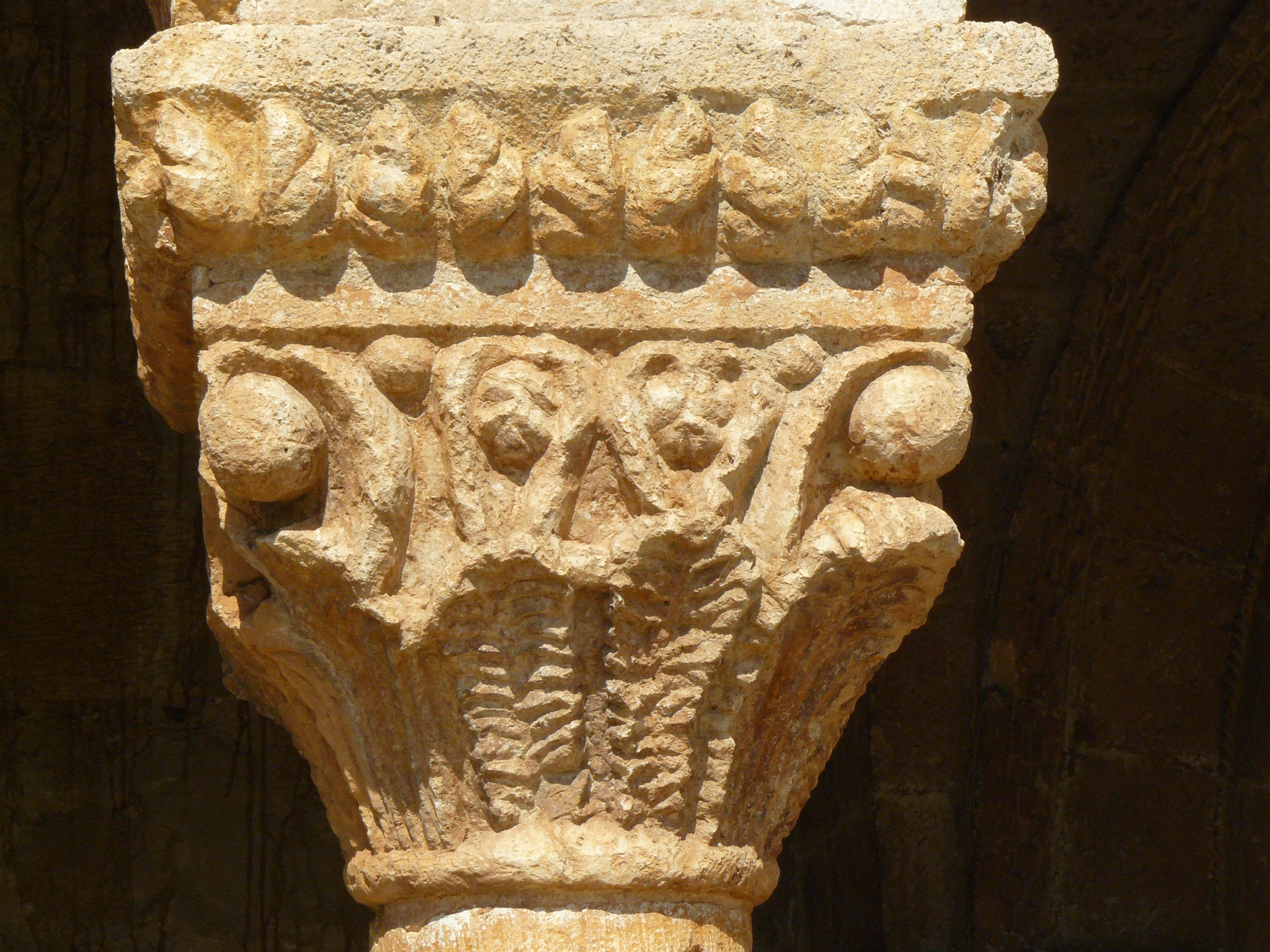
Kapitell
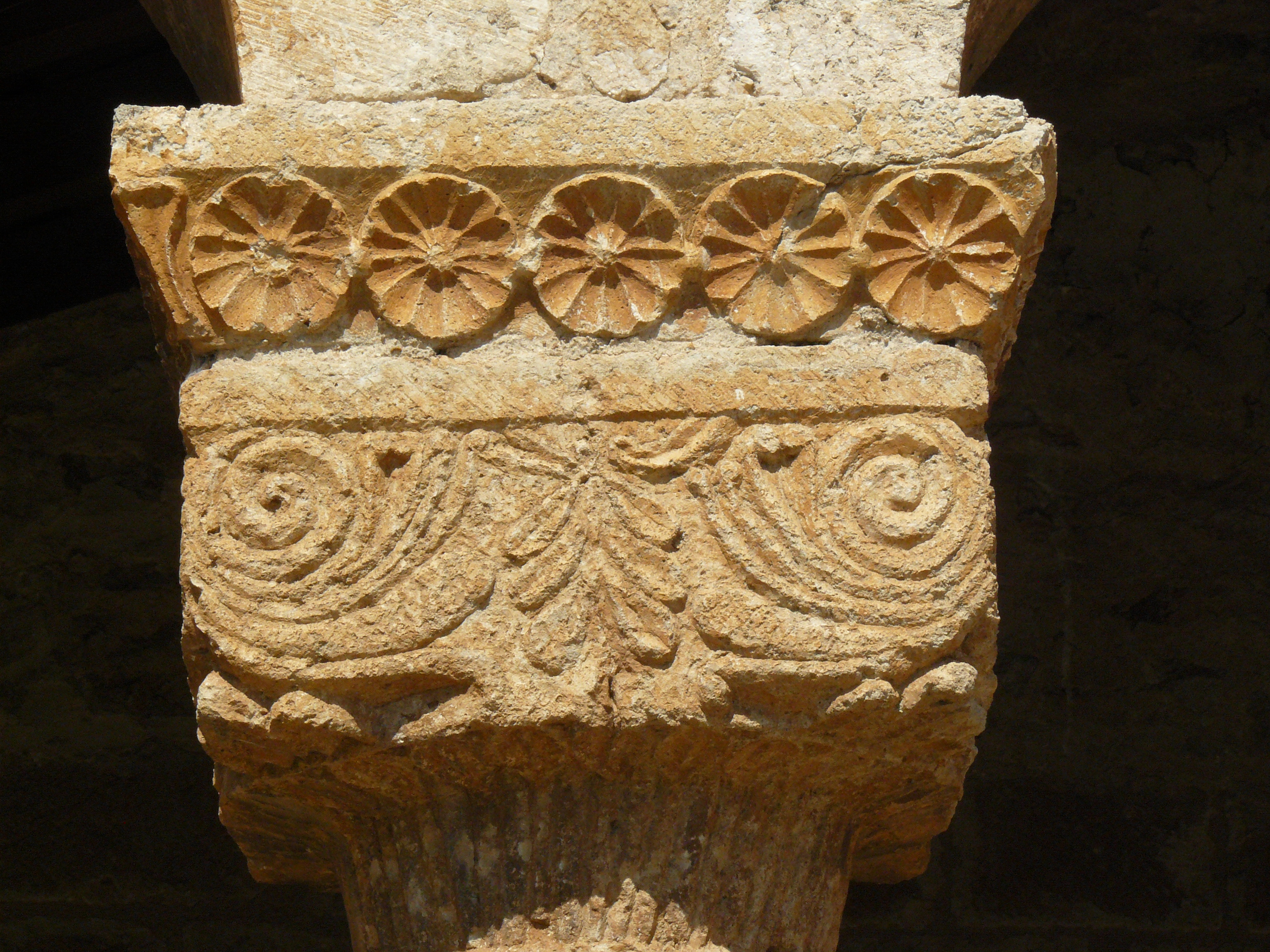
Kapitell
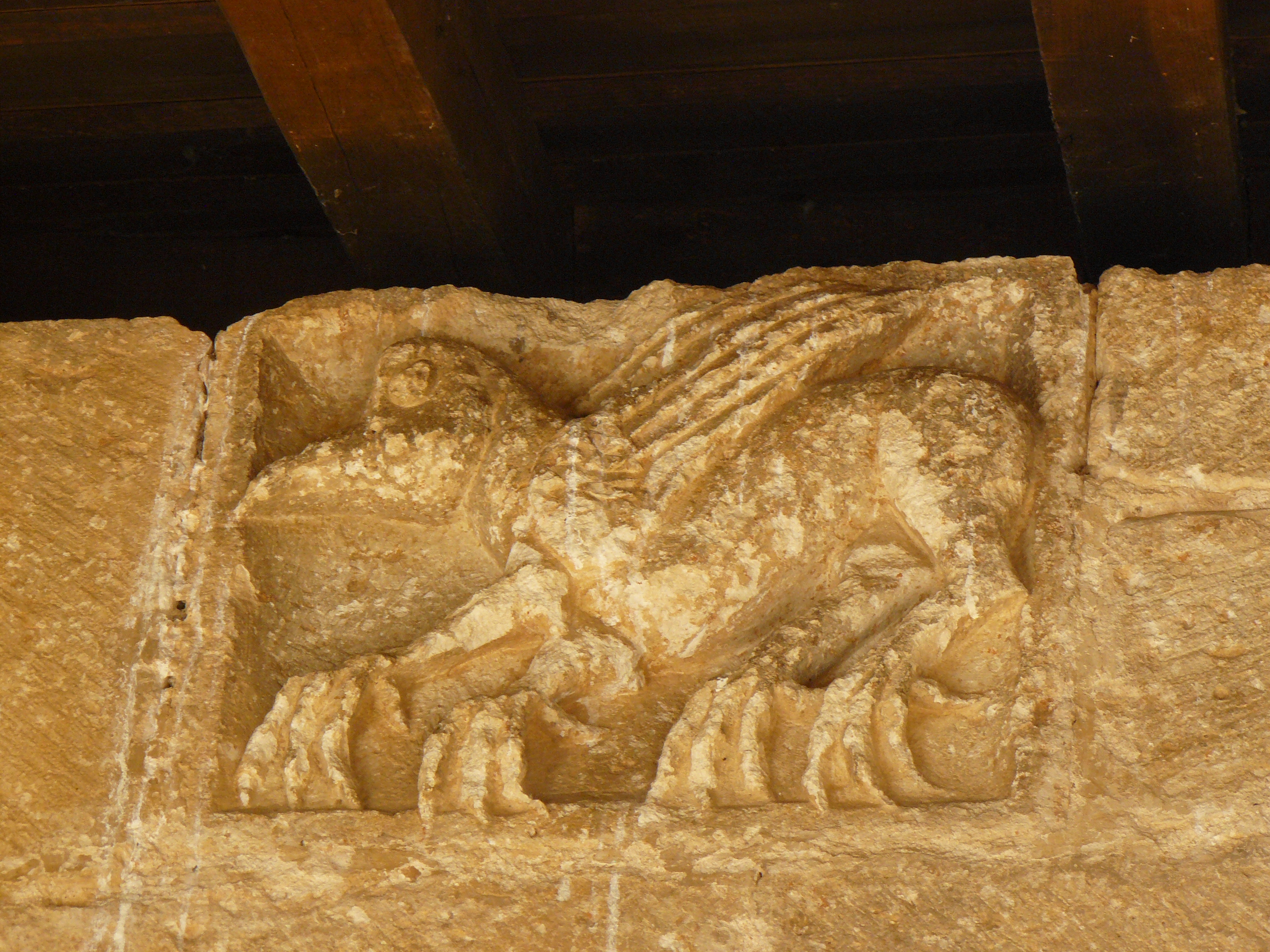
Reliefplatte Greif
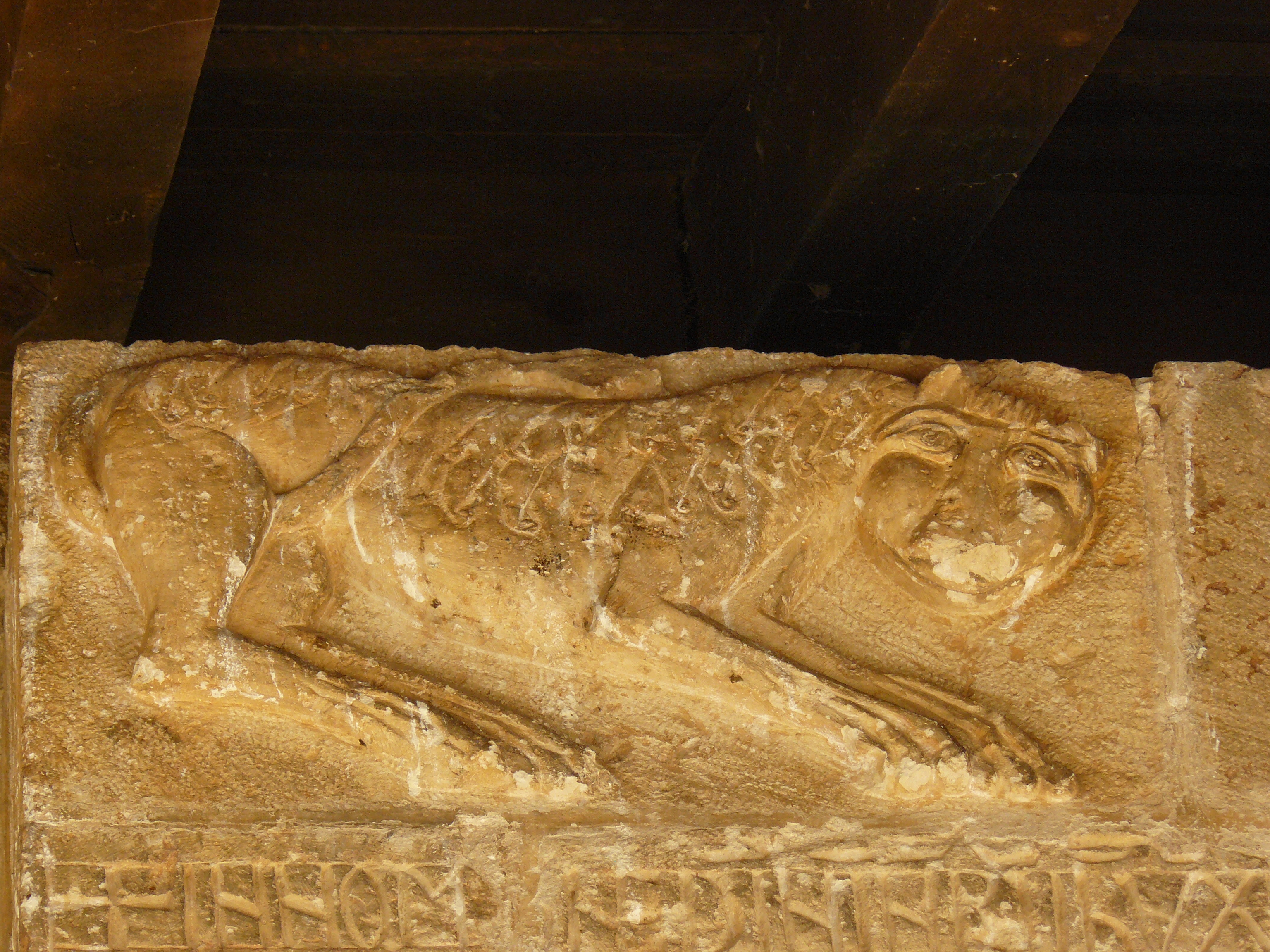
Reliefplatte Löwe

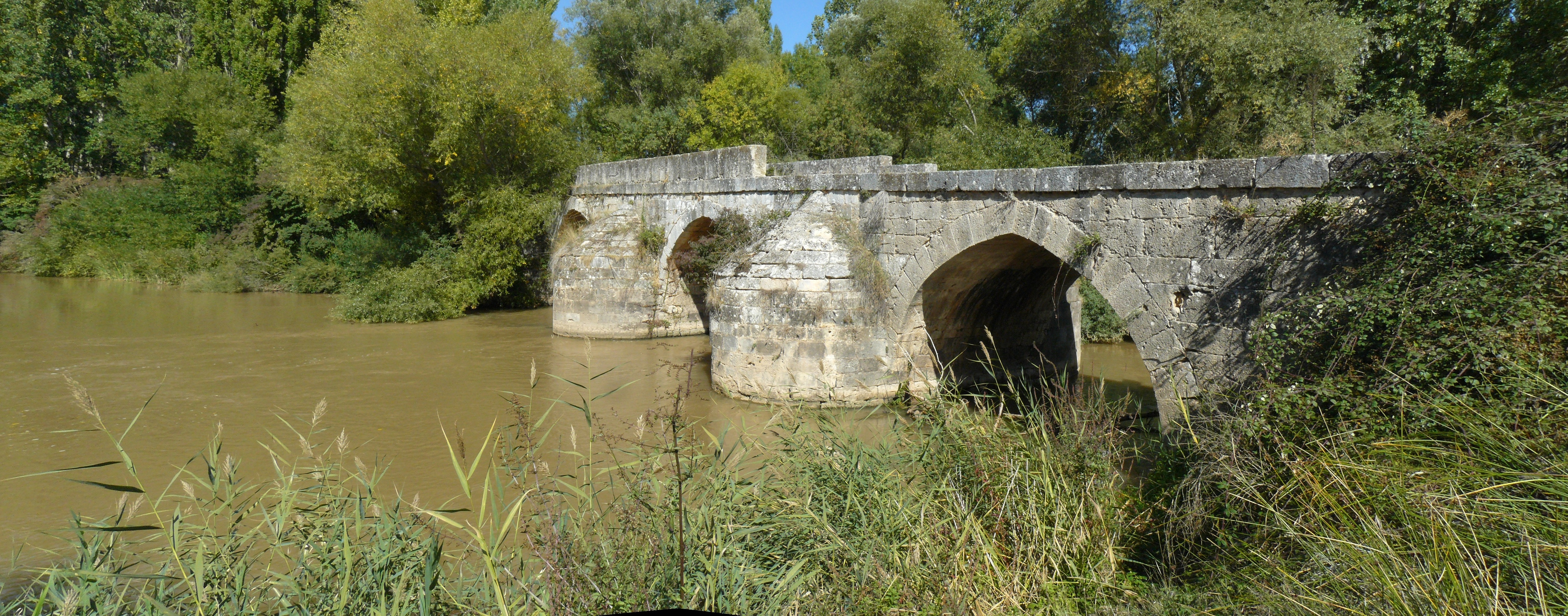
Mittelalterliche Brücke über den Duero

- Nur einige spärliche Mauerreste zeugen noch von der Existenz einer Burg (castillo) auf einem Felsen oberhalb des Ortes.
- Etwa 500 Meter südlich des Ortes überquert eine – nach lokaler Überlieferung aus der Römerzeit stammende – im Mittelalter und später jedoch immer wieder ausgebesserte Steinbrücke (puente romano) den Río Duero. Die weitgespannten Bögen sind in ihrem Scheitel leicht angespitzt, was auf eine wahrscheinliche Bauzeit im 13., 14. oder 15. Jahrhundert verweist.